# Ochthebius brevipennis
Ochthebius brevipennis är en skalbaggsart som beskrevs av Perkins 1980. Ochthebius brevipennis ingår i släktet Ochthebius och familjen vattenbrynsbaggar. Inga underarter finns listade i Catalogue of Life.